# Macromolécula
Macromolécula define-se como uma molécula orgânica de elevada massa molecular relativa, podendo ou não apresentar unidades de repetição. 
Aquelas que apresentam unidades de repetição são denominadas polímeros.
Em bioquímica, o termo é aplicado aos biopolímeros convencionais (ácidos nucleicos, proteínas e carboidratos ), assim como às moléculas não-poliméricas com elevada massa molecular, como os lípidos e macrociclos.
Reação de polimerização é a reação de síntese dos polímeros a partir dos monómeros.
O conceito de macromolécula foi apresentado durante os anos 1920 pelo químico alemão Herman Staudinger.

## Polímeros naturais
- Proteínas
- Carboidratos
- Polissacarídeos
- Ácidos nucleicos.

## Polímeros sintéticos
- Plásticos ou elastômeros - Borracha sintética.
- Fulereno e nanotubos de carbono.